# Elsbeth Straub
Elsbeth Straub (* 28. Oktober 1979) ist eine ehemalige niederländische Biathletin und Skilangläuferin.
Elsbeth Straub war zunächst als Skilangläuferin aktiv. Sie nahm 1995 in Gällivare, 1996 in Asiago, 1997 in Canmore, 1998 in Pontresina und 1999 in Saalfelden an Nordischen Skiweltmeisterschaften der Junioren teil. Ihr bestes Resultat erreichte sie 1996 mit einem 45. Platz über 5 Kilometer Klassisch. Daneben startete sie, ohne nennenswerte Platzierungen zu erreichen, noch bei mehreren Skilanglauf-Continental-Cup- und FIS-Rennen.
Zur Saison 1999/2000 wechselte Straub zum Biathlon und startete noch in der Saison in Oberhof bei ihrem ersten Rennen im Biathlon-Weltcup. Bei einem Sprint wurde sie 74. Höhepunkt ihrer ersten Biathlon-Saison wurde die Teilnahme an den Biathlon-Weltmeisterschaften 2000 in Oslo. Die Niederländerin wurde 69. des Einzels und erreichte im Sprint das Ziel nicht. Erster Höhepunkt der folgenden Saison wurden die Biathlon-Europameisterschaften 2001 in Haute-Maurienne. Straub wurde hier 44. des Einzels und 38. des Sprintrennens. Es folgten die Biathlon-Weltmeisterschaften 2001 in Pokljuka, die die Platzierungen 75 im Einzel und 73 im Sprint erbrachten. anschließenden Saison erreichte sie in Oberhof als 59. eines Sprints ihr bestes Weltcup-Ergebnis. Im Olympiajahr 2002 waren die Europameisterschaften in Kontiolahti Straubs einziger Saisonhöhepunkt, da sich keine Niederländerin für die Olympischen Winterspiele qualifizieren konnte. In Finnland kam sie auf den 39. Rang im Einzel, wurde 38. des Sprints und 40. der Verfolgung. Auch 2003 waren die Europameisterschaften in Forni Avoltri erste internationale Meisterschaften der Saison, bei der Straub 32. des Einzels, 39. des Sprints und 35. der Verfolgung wurde. Zum Abschluss der Karriere wurden die Biathlon-Weltmeisterschaften 2003 in Chanty-Mansijsk. In Sibirien wurde die Niederländerin 60. des Einzels und 69. des Sprintrennens. Damit war sie für neun Jahre die letzte Niederländerin, die bei Biathlon-Weltmeisterschaften startete. Erst 2012 nahm mit Chardine Sloof wieder eine Niederländerin an Welttitelkämpfen teil. Straub war neben Gaby Willemsen die beste niederländische Biathletin ihrer Generation.
Mittlerweile (Stand 2012) arbeitet Straub für den grönländischen Verband.

## Biathlon-Weltcup-Platzierungen
Die Tabelle zeigt alle Platzierungen (je nach Austragungsjahr einschließlich Olympische Spiele und Weltmeisterschaften).
- 1.–3. Platz: Anzahl der Podiumsplatzierungen
- Top 10: Anzahl der Platzierungen unter den ersten zehn (einschließlich Podium)
- Punkteränge: Anzahl der Platzierungen innerhalb der Punkteränge (einschließlich Podium und Top 10)
- Starts: Anzahl gelaufener Rennen in der jeweiligen Disziplin

| Platzierung         | Einzel | Sprint | Verfolgung        | Massenstart | Staffel | Gesamt |
| ------------------- | ------ | ------ | ----------------- | ----------- | ------- | ------ |
| 1. Platz            |        |        |                   |             |         |        |
| 2. Platz            |        |        |                   |             |         |        |
| 3. Platz            |        |        |                   |             |         |        |
| Top 10              |        |        |                   |             |         |        |
| Punkteränge         |        |        | {{{VerfolgungP}}} |             |         |        |
| Starts              | 8      | 23     | 1                 |             |         | 32     |
| Stand: Karriereende |        |        |                   |             |         |        |